# Virginia Torrecilla
Torrecilla  Reyes est un nom espagnol. Le premier nom de famille, en général paternel, est Torrecilla ; le second, en général maternel, souvent omis, est Reyes.
Virginia Torrecilla Reyes, née le 4 septembre 1994, est une footballeuse internationale espagnole. Elle a également joué au MHSC en D1 Française et au FC Barcelone en première division espagnole. Depuis 2013, elle est régulièrement appelée en équipe nationale espagnole. Milieu de terrain, elle se définit elle même comme une joueuse très défensive qui travaille dans l'ombre pour créer le maximum d'opportunités pour l'attaque de son équipe.

## Biographie

### Carrière en club
Virginia commence sa carrière à Serverense, alors âgé de onze ans. À 15 ans, elle intègre l'équipe première de l'UD Collerense, devenant l'une des plus jeunes joueuses à faire ses débuts dans le championnat d'Espagne.
Après deux années passées à Collerense, elle rejoint le Sporting Atlético Ciutat de Palma. Elle y reste une saison, puis est transférée au FC Barcelone.
Lors de sa première saison à Barcelone, elle remporte le championnat d'Espagne et la Coupe d'Espagne. En septembre et octobre 2012, Torrecilla dispute ses premiers matchs en Ligue des champions féminine. Ses débuts en Coupe d'Europe sont néanmoins de courte durée. Barcelone est en effet éliminé par Arsenal lors d'une double confrontation (0-7 score cumulé).
Après trois saisons à Barcelone, elle rejoint le Montpellier HSC lors de la saison 2015-2016.
A l'été 2019, après une Coupe du Monde remarquable avec la sélection espagnole, elle signe un contrat de deux ans à l'Atlético de Madrid.
En mai 2020, elle est opérée d'une tumeur cérébrale. En juin, elle annonce devoir mettre sa carrière entre parenthèses pour se soigner.

### Carrière internationale
En 2012, Torrecilla fait partie de l'équipe espagnole qui atteint la finale du championnat d'Europe féminin des moins de 19 ans. L'Espagne est néanmoins battue en finale 1-0 par la Suède après prolongation.
Torrecilla fait ses débuts en équipe d'Espagne A en juin 2013, lors d'un match nul 2 à 2 contre le Danemark à Vejle. Le jour suivant, l'entraîneur de l'équipe nationale, Ignacio Quereda, la confirme en tant que membre de son équipe de 23 joueuses pour disputer la phase finale de l'Euro 2013 organisée en Suède. Cette intégration accélérée au sein de l'équipe première surprend Torrecilla, qui ne cache néanmoins pas son bonheur d'en faire partie. Bien que Barcelone la fasse jouer au poste de milieu de terrain défensif, elle déclare qu'elle peut jouer n'importe où, selon les besoins de l'équipe nationale.
Elle fait ensuite partie de l'équipe espagnole qui participe à la Coupe du monde 2015 organisée au Canada.
Par la suite, elle participe à la Coupe du monde 2019 qui se déroule en France. À cette occasion, elle s'illustre lors du premier match de poule contre l'Afrique du Sud, en offrant une passe décisive à Lucía García, permettant ainsi à l'Espagne de s'imposer 3-1.

## Palmarès

### En club

#### FC Barcelone
- Championne d'Espagne en 2013, 2014 et 2015
- Vainqueur de la Coupe d'Espagne en 2013 et 2014

### En sélection
- Vainqueur de l'Algarve Cup en 2017